# Ewidencja
Ewidencja – wykaz, spis dotyczący np. stanu i ruchu ludności lub rzeczy.
W Polsce prowadzona jest m.in. ewidencja gruntów i budynków, jak też ewidencja ludności łącząca się z obowiązkiem meldunkowym.